# Manfred Klauda
Manfred Klauda (* 1936; † 2000) war Rechtsanwalt und Weltrekordhalter im Tretautofahren.
Klauda wurde ins Guinness-Buch der Rekorde aufgenommen, weil er mit 454 Exemplaren die weltweit größte Tretautosammlung und mit 9400 Stück auch die größte Nachttopfsammlung der Welt zusammengetragen hatte.
Ferner sammelte und sichtete er Figuren und Abbildungen zu Nikolaus, Knecht Ruprecht, Santa Claus und Weihnachtsmann; dabei trug er etwa 500 Exponate zusammen, die Aufschluss über die Rollenverteilung und das Auftreten dieser Figuren vom Mittelalter bis heute geben.
Den Weltrekord im Solo-Tretautofahren erreichte er mit einer Strecke von 458,8 km, als er von München nach Dresden fuhr, wo eine Ausstellung seiner Tretautosammlung im Verkehrsmuseum stattfand. Klauda starb im Jahr 2000 bei einem Verkehrsunfall. Sein Zentrum für Außergewöhnliche Museen musste einige Jahre nach seinem Tod geschlossen werden; ein Teil der Exponate wurde verkauft.